# Michael Owen Jackels

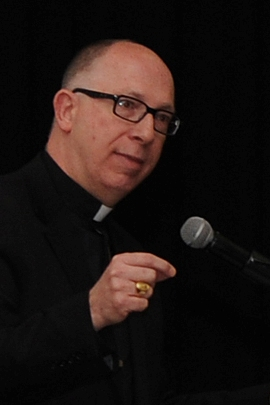
Michael Owen Jackels (2013)

Erzbischofswappen von Michael Owen Jackels

Michael Owen Jackels (* 13. April 1954 in Rapid City) ist ein US-amerikanischer Geistlicher und emeritierter römisch-katholischer Erzbischof von Dubuque.

## Leben
Der Bischof von Lincoln, Glennon Patrick Flavin, weihte ihn am 30. Mai 1981 zum Priester. 
Papst Johannes Paul II. ernannte ihn am 28. Januar 2005 zum Bischof von Wichita. Der Erzbischof von Kansas City in Kansas, Joseph Fred Naumann, spendete ihm am 4. April desselben Jahres die Bischofsweihe; Mitkonsekratoren waren Thomas James Olmsted, Bischof von Phoenix, und Fabian Wendelin Bruskewitz, Bischof von Lincoln.
Am 8. April 2013 ernannte Papst Franziskus Jackels zum Erzbischof von Dubuque. Die Amtseinführung fand am 30. Mai desselben Jahres statt.
Am 4. April 2023 nahm Papst Franziskus seinen vorzeitigen Rücktritt an.